# Rivière Sainte-Anne Nord-Est
Rivière Sainte-Anne Nord-Est är ett vattendrag i Kanada.   Det ligger i provinsen Québec, i den östra delen av landet, 800 km nordost om huvudstaden Ottawa.
I omgivningarna runt Rivière Sainte-Anne Nord-Est växer i huvudsak blandskog. Trakten runt Rivière Sainte-Anne Nord-Est är nära nog obefolkad, med mindre än två invånare per kvadratkilometer.